# Discus scutula
Discus scutula е вид коремоного от семейство Discidae.

## Разпространение
Видът е разпространен в Испания.